# Gil Bernal
Gil Bernal (* 4. Februar 1931 in Watts, Los Angeles; † 17. Juli 2011 ebenda) war ein US-amerikanischer Tenorsaxophonist und Sänger, der im Bereich des Jazz, Rhythm and Blues und der Rockmusik arbeitete.

## Leben und Wirken
Gil Bernal wuchs in der Nachbarschaft von später bekannten Jazzmusikern wie Charles Mingus, Buddy Collette und Big Jay McNeely auf, besuchte die Jordan Highschool und begann sich bereits als Jugendlicher für Jazz zu interessieren. Er spielte zunächst auf Partys, bis er 1950 von Lionel Hampton in dessen Band geholt wurde. In den folgenden Jahren arbeitete er mit einer eigenen Formation, der kurzzeitig auch Shorty Rogers und Shelly Manne angehörten, in Los Angeles und Las Vegas. Als Studiomusiker ist er auf R&B-Hits der 1950er und der frühen 1960er Jahre zu hören, wie bei The Coasters (Youngblood, Smokey Joe’s Café, Riot in Cell Block #9, Down in Mexico und Searchin’) und Duane Eddys Instrumental-Hit Rebel-’Rouser (1958).
Bernal spielte mehrere Jahre in der Band von Spike Jones; ferner arbeitete er mit Ray Charles und Quincy Jones, bei dem er 1967 an Filmmusiken wie In der Hitze der Nacht und Kaltblütig mitwirkte. Mit Bernal als Vokalisten fand die Ballade The Eyes of Love in dem Spielfilm 25 000 Dollar für einen Mann Verwendung, was Quincy Jones und dem Texter Bob Russell 1967 eine Oscar-Nominierung einbrachte. Er wirkte auch in späteren Jahren bei Ry Cooders Albenprojekten Buena Vista Social Club Presents Ibrahim Ferrer, Chavez Ravine und I, Flathead mit.
Der Saxophonist sollte nicht mit dem gleichnamigen Soul-Sänger (Can You Love a Poor Boy) verwechselt werden.